# Steinbruch Am Kirchloh

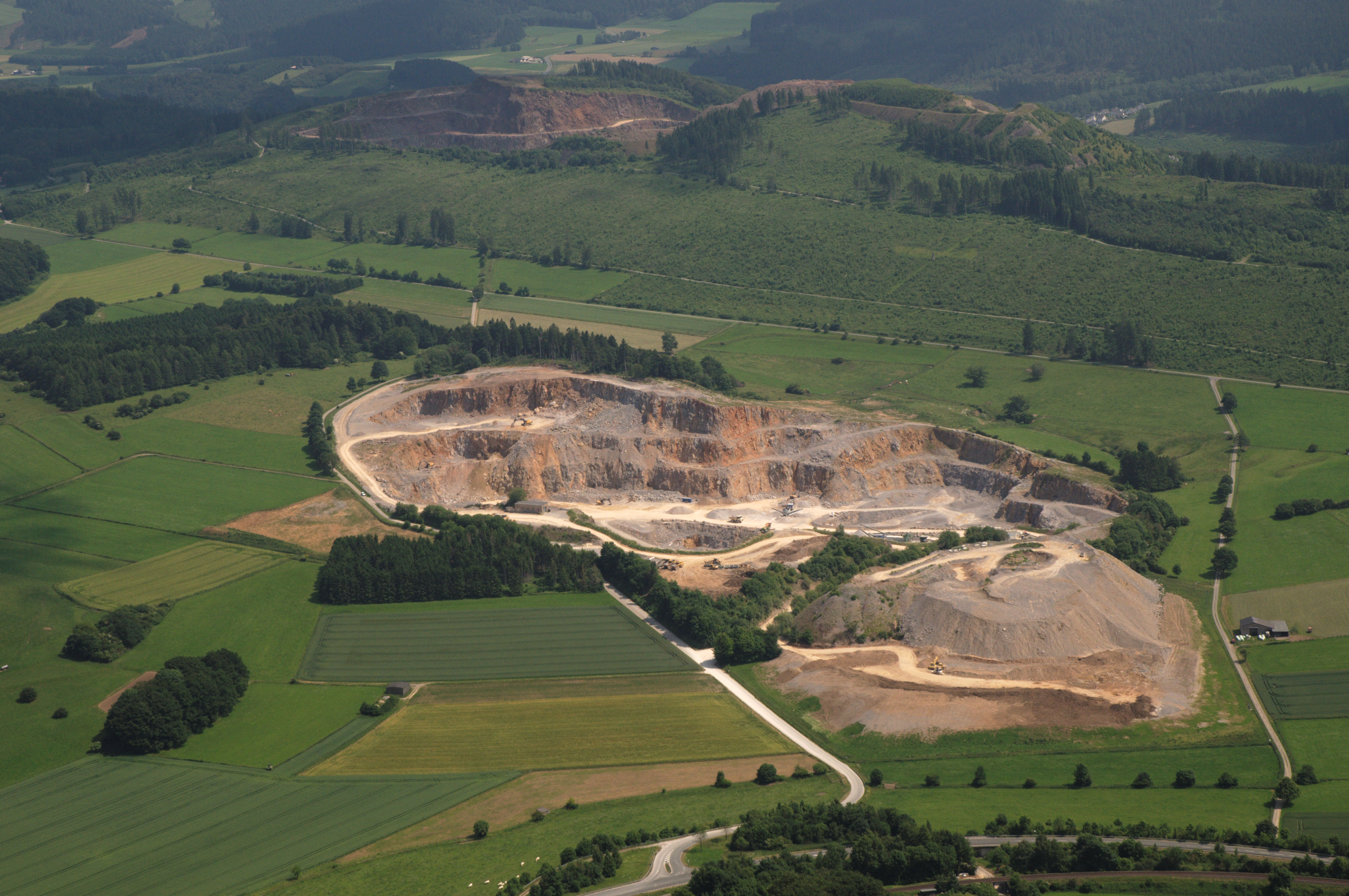
Steinbruch Kirchloh von Westen (2013)

Der Steinbruch Kirchloh oder Steinbruch Spenner ist ein aktiver Kalksteinbruch südöstlich von Brilon. Er wird von der Spenner GmbH & Co. KG betrieben. Nördlich grenzt das Naturschutzgebiet Scheffelberg / Kalberstert und östlich das Naturschutzgebiet Müllstein an. Sonst grenzt das Landschaftsschutzgebiet Grünlandkomplex am Kirchloh an.

## Infos zum Steinbruch
Im Steinbruch wird Kalkstein für die Herstellung von Branntkalk abgebaut. Der Kalkstein wird zum Hauptwerk der Firma Spenner GmbH & Co. KG nach Erwitte gefahren und dort zu Branntkalk verarbeitet. 2021 wurde bekannt, dass rund 4,5 Millionen Euro von Spenner GmbH & Co. KG im Steinbruch investiert wurden, davon 600.000 Euro für eine Photovoltaikanlage. Die Photovoltaikanlage hat eine Leistung von ca. 750 kWp, eine Fläche von rund 8.000 m² und 120 bis 150 m Länge. Sie wurde im August 2021 in Betrieb genommen. Sie steht am nach Süden geneigten Hang der begrünten Halde. Je nach Anzahl der Sonnenstunden soll die Anlage etwa 660.000 kWh Strom im Jahr produzieren.

## Geologie
Im Devon wuchsen vom Eifelium bis zum Adorfium auf Laurussia zahlreiche Riffe. Die Sedimente des Steinbruchs wurden in einem abgeschirmten Bereich des Riffsüdrandes abgelagert. Dies erkennt man an wohlgeschichteten zyklischen Ablagerungen von Stromatoporen-Rudstones.

## Archäologie
Infolge der 100 ha großen Erweiterung nach Osten im Jahr 2023 wurden im Jahr davor montanarchäologischen Grabungen durchgeführt. Man vermutete an der Stelle die Orstwüstung Desmeke, die erst ab dem 14. Jahrhundert überliefert war. Man fand Hinweise auf eine dortige Buntmetallurgie, Radiokarbonische Messungen an Holzkohlen weisen auf eine ältere Besiedlung, die mindestens im 13. Jahrhundert liegt, hin.